# District d'An Phú
An Phú est un district de la province d'An Giang du sud-est du Viêt Nam.

## Géographie
La superficie d'An Phú est de 226 km2. 
Le chef-lieu du district est An Phú.